# Firmung

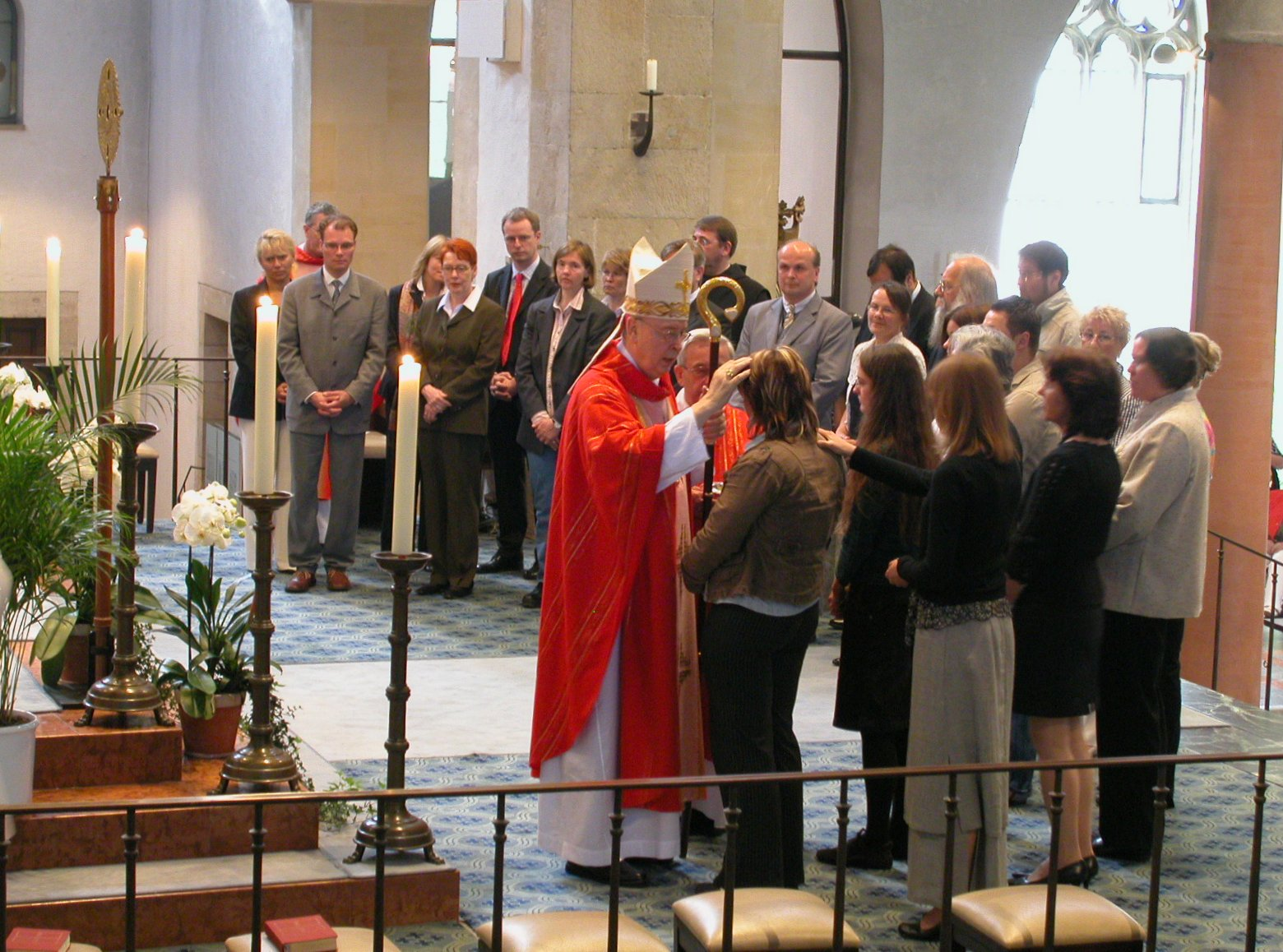
Firmung im Hildesheimer Dom 2007: Bischof Norbert Trelle, erwachsene Firmkandidaten, Firmpaten

Die Firmung (lateinisch confirmatio ‚Bestätigung, Bekräftigung‘, von firmare ‚festmachen, kräftigen, bestätigen, beglaubigen‘) ist eines der sieben Sakramente der römisch-katholischen, der altkatholischen und der orthodoxen Kirchen (dort Chrismation ‚Salbung‘ genannt) sowie eine sakramentale Handlung (Sakramentale) in der anglikanischen Kirche.
In der katholischen Kirche ist die Firmung (auch Firmsakrament, Sacramentum confirmationis) die Fortführung der Taufe und bildet zusammen mit dieser und der Erstkommunion die Sakramente der christlichen Initiation. Die Firmung wird als Gabe der Kraft des Heiligen Geistes an den Gläubigen verstanden. Sie helfe ihm dabei, tiefer in der Gotteskindschaft zu verwurzeln, sich fester in Christus einzugliedern, seine Verbindung mit der Kirche zu stärken, sich mehr an ihrer Sendung zu beteiligen und zu helfen, in Wort und Tat für den christlichen Glauben Zeugnis zu geben.
In den Ostkirchen wird die Firmung (Chrismation) – auch bei Kleinkindern – in derselben Feier wie die Taufe und die erste Kommunion gespendet. In der römisch-katholischen Kirche ist dies bei der Erwachsenentaufe ebenso. Gläubige, die die Kindertaufe empfangen haben, werden nach „Erreichen des Vernunftgebrauchs“ in einer gesonderten Feier gefirmt, die mit der Erstkommunion verbunden sein kann oder, entsprechend regionaler Übung, dieser erst nach einiger Zeit folgt.
Die Kirchen der Reformation haben die Firmung nicht als Sakrament übernommen, aber mit der Konfirmation einen ähnlichen Ritus geschaffen. Die begriffliche Unterscheidung zwischen Firmung und Konfirmation, wie sie im Deutschen existiert, gibt es im Lateinischen und in den meisten anderen Sprachen nicht.
Der Firmung verwandt in Ursprung, Praxis und Bedeutung ist die Heilige Versiegelung. Sie ist ein Sakrament in der Neuapostolischen Kirche und existiert in weiteren apostolischen Kirchen.

## Voraussetzungen
Die Firmung erfordert einige Voraussetzungen. Zum einen muss der Firmling getauft sein, da die Firmung die Taufe zur Vollendung bringt. Außerdem sollte, gemäß heutiger römisch-katholischer Übung, der Firmling den Willen geäußert haben, gefirmt zu werden. Es wird dem Firmbewerber empfohlen, vor der Firmung das Bußsakrament zu empfangen. Hinsichtlich des Firmalters unterscheiden sich die Auffassungen: In der orthodoxen Kirche und in den unierten Kirchen des Ostens wird mit der Taufe des Kindes die Firmung verbunden; in der lateinischen Kirche dagegen ist es erforderlich geworden, dass der Firmling etwas von der Bedeutung des Sakraments erkennen kann. Der Codex Iuris Canonici schreibt für gewöhnlich das „Erreichen des Vernunftgebrauchs“ (Vollendung des siebten Lebensjahres) vor. In Todesgefahr aber kann die Firmung gem. c. 889 § 1 CIC auch Unmündigen gespendet werden. Das faktische Firmalter schwankte im Westen im Laufe der Geschichte sowie regional erheblich und liegt heute in unseren Breiten gewöhnlich zwischen zwölf und sechzehn Jahren. Einige vor allem schweizerische Gemeinden legen das Firmalter auf achtzehn Jahre fest. Die Bitte um die „Frühfirmung“ eines Kindes darf jedoch nicht generell abgelehnt werden.
Die Firmvorbereitung (Firmkatechese) der Jugendlichen erfolgt in Gruppen zu etwa 8–15 Personen, oft durch Ehrenamtliche der jeweiligen Pfarrgemeinde, wobei der Pfarrer über die Katechese die Letztverantwortung innehat. Häufig vermittelt die Firmvorbereitung auch grundlegende Glaubensinhalte.
Auch jeder noch nicht gefirmte Erwachsene kann und soll auf Verlangen gefirmt werden, besonders im Zusammenhang mit der Taufe bzw. der vollen Aufnahme in die katholische Kirche.

## Ritus

### Firmspender
Die Firmung wird in der römisch-katholischen Kirche im Allgemeinen von einem Bischof („ordentlicher Spender“) gespendet. Wo dies nicht möglich ist, kann sie auch von einem Priester gespendet werden, der jedoch eine besondere Beauftragung des Diözesanbischofs für diese Firmung braucht (außerordentlicher Spender). Der Ortsordinarius, der kein Bischof ist (Territorialäbte usw.) bzw. vom Recht einem Diözesanbischof gleichgestellt ist, firmt in dem Gebiet, für das er zuständig ist, stets gültig. Bei einem neugetauften Erwachsenen besitzt der taufende Priester die Vollmacht zur Firmspendung. Auch bei einer Konversion wird in der Regel der Ortspfarrer mit der Firmspendung beauftragt. Darüber hinaus kann in den Fällen, in denen die Firmspendung nicht durch den Bischof selbst erfolgen kann, eine Firmbefugnis an Äbte oder andere hochrangige Priester erteilt werden. In drohender Todesgefahr spendet jeder Priester von Rechts wegen die Firmung gültig und erlaubt, sogar außerhalb seines Gebietes. In aller Regel ist bei jeder Firmung Chrisam zu verwenden, der vom Ortsbischof geweiht worden ist.
In der Altkatholischen Kirche und in der anglikanischen Kirchengemeinschaft wird die Firmung durch einen Bischof gespendet, während in den Ostkirchen jeder Priester dazu ermächtigt ist.

### Ablauf

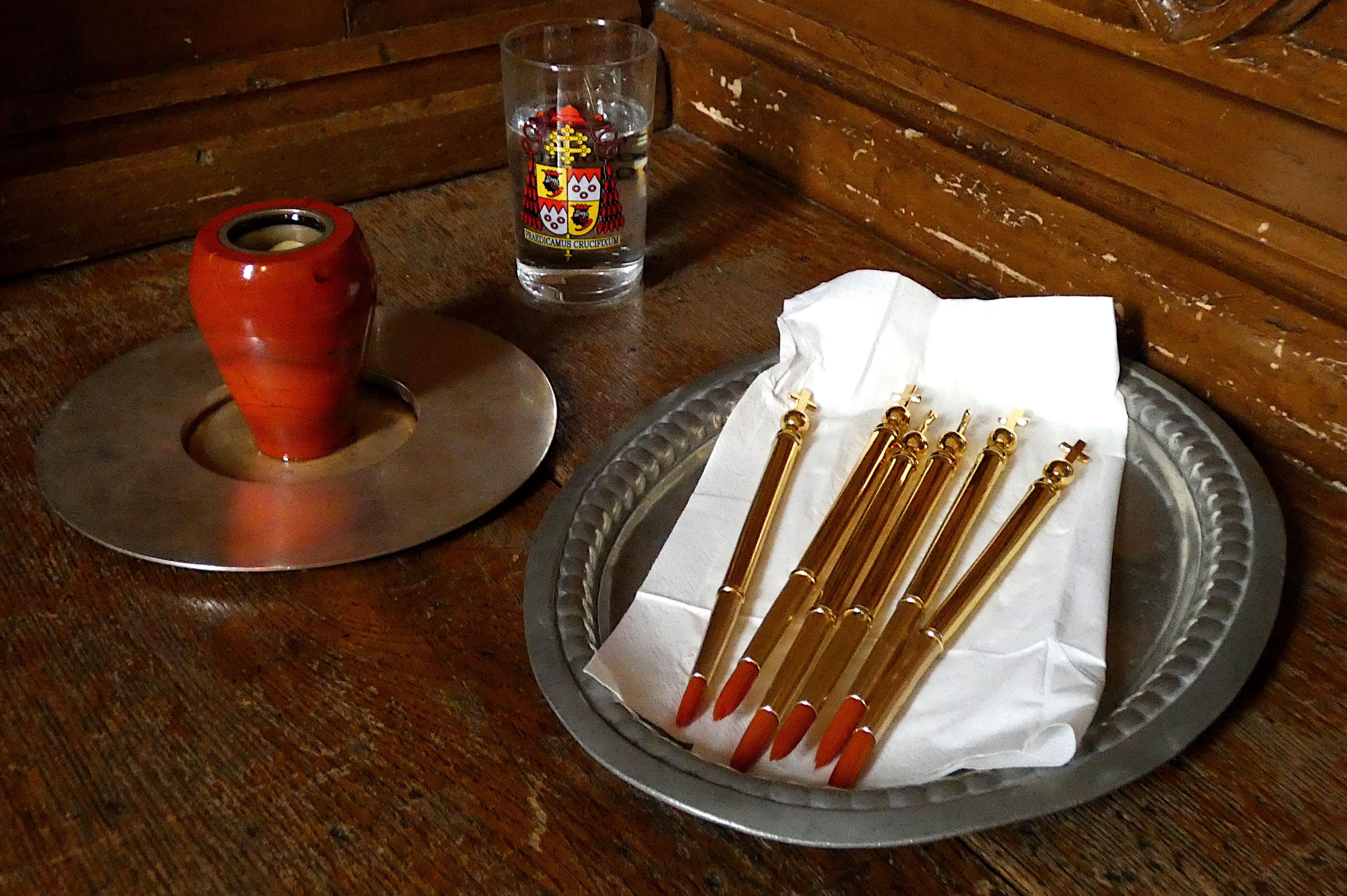
Firmutensilien während der Corona-Pandemie: Chrisam, Pinsel für eine kontaktlose Spendung des Sakramentes und ein Glas (hier mit dem Wappen von Julius Kardinal Döpfner) mit Desinfektionsmittel

Die Firmung findet heute normalerweise innerhalb einer heiligen Messe statt.
Im römischen Ritus beginnt die Firmung mit einem Eröffnungsgebet und der Erneuerung des Taufversprechens durch die Firmlinge. Anschließend breitet der Firmspender die Hände über dem Firmling aus und betet um die Herabkunft des Heiligen Geistes und die Vermittelung der Gaben des Heiligen Geistes. Dann legt er die rechte Hand auf den Kopf des Firmlings und zeichnet ihm mit Chrisam, einem vom (Orts-)Bischof geweihten Salböl, ein Kreuz auf die Stirn. Er spricht dazu: „Sei besiegelt durch die Gabe Gottes, den Heiligen Geist.“ Während der Firmung legt der Firmpate (in Österreich und Süddeutschland auch Firmgöd genannt) als Zeichen seiner Unterstützung seine Hand auf die rechte Schulter des Firmlings. Es folgen ein abschließendes Gebet und der Segen sowie anschließend die Feier der Eucharistie. Bis zur Erneuerung des Ritus der Firmung 1973 war ein angedeuteter Backenstreich des Bischofs als Symbol der Stärkung (vgl. Ritterschlag) allgemein üblich.
In den Ostkirchen heißt der Ritus der Firmung „Salbung“ und folgt direkt auf die Taufe. Der Priester salbt mit dem vom Bischof geweihten Myron die Stirn, die Augen, die Nasenflügel, den Mund, die Ohren, die Brust, die Hände und die Füße und spricht anschließend: „Siegel der Gabe des Heiligen Geistes“. Der Ritus ist hierbei nicht durch Ein- und Ausgangsgebete vom restlichen Gottesdienst getrennt.

### Salböl
Das Chrisam bzw. Myron ist vorgeschriebene Materie bei der Spendung der Firmung, es ist eine Mischung aus Öl und Balsam. Die Heiligen Öle werden vom Bischof am Gründonnerstag bzw. an einem früheren osternahen Tag in der Chrisammesse geweiht.

## Brauchtum
In manchen Regionen ist es üblich, dass sich der Firmling den Namen eines Heiligen aussucht, den er als Firmnamen annimmt. Traditionell feiert der Firmling den Firmtag allein mit seinem Paten. Erst in jüngster Zeit finden im Rahmen der Firmung große Familienfeiern statt. In einigen Gegenden Deutschlands, in der Schweiz und in Österreich erhalten die Neugefirmten auch Geld- oder andere Geschenke (etwa früher in Bayern und heute noch üblicherweise in weiten Teilen der Westschweiz und Deutschschweiz traditionell die erste Uhr).

## Bedeutung
Die Bedeutung der Firmung besteht nach der römisch-katholischen Kirche vor allem in zwei Aspekten: engere Verbindung mit der Kirche und Stärkung (lat. firmus ‚stark‘) durch die Kraft des Heiligen Geistes; außerdem wird durch die Firmung die Taufe vollendet in der Hinsicht, dass der Gefirmte nun verstärkt der Kirche eingegliedert ist („Vollbürger im Reiche Christi“). Der Firmling wird mit seiner Firmung von Jesus Christus und der Kirche in Besitz genommen. Gleichzeitig wird er bevollmächtigt, „in der Kraft des Heiligen Geistes als Zeuge Jesu Christi den Glauben durch Wort und Tat zu verbreiten und zu verteidigen und so zum Aufbau und Wachstum des Leibes Christi, der Kirche, beizutragen“. Schließlich wird er dazu gesegnet und gestärkt durch den Heiligen Geist. Alle diese Aspekte werden durch die Handauflegung bei der Salbung ausgedrückt. Außerdem nehmen die Christen „in vollerem Maß an Jesu Christi königlicher und priesterlicher Vollmacht und an seiner messianischen Geistfülle teil“ (vgl. Priestertum aller Gläubigen); das Zeichen der Salbung deutet dieses aus.

## Theologische Entwicklung
Die Firmung hat sich im Laufe der ersten Jahrhunderte der christlichen Kirche als Aspekt der Taufe oder als eigenständige Feier entwickelt. In der Scholastik wurde sie als eigenständiges Sakrament herausgestellt, was die Reformatoren wenige Jahrhunderte später ablehnten.

### Ansätze bei den Kirchenvätern
Die Tradition des 2. Jahrhunderts berichtete neben der Taufe von keinem besonderen geistvermittelnden Ritus. Erst gegen Ende des Jahrhunderts äußerte sich der Kirchenvater Tertullian hierzu deutlicher. In seinem Werk De Baptismo („Über die Taufe“) entwickelte er als einer der frühesten Kirchenväter ein theologisches Gesamtkonzept der Taufe. Darin spricht er dem Untertauchen eine geisteinflößende Wirkung ab: „Nicht dass wir im Wasser den Heiligen Geist erlangten, sondern wir werden im Wasser […] gereinigt, für den Hl. Geist vorbereitet.“ Nachdem der Mensch aus dem Taufbad aussteige, wird er gesalbt, „danach folgt die Handauflegung, womit durch einen Segensspruch der Heilige Geist herbeigerufen und eingeladen wird.“ Er trennt hier also klar die Ritualschritte voneinander und ordnet ihnen verschiedene Wirkungen zu.
Die Traditio Apostolica („Apostolische Überlieferung“) beschrieb, etwa Anfang des 3. Jahrhunderts, kirchliche Liturgien und Aufgaben von Funktionsträgern der katholischen Kirche wie Bischof, Presbyter und Diakon. In dieser Beschreibung ist der Ritus der Handauflegung wie bei Tertullian auch eine Phase des Taufgeschehens selber, die Taufe eine Einheit im Sinne einer Initiation. Neu an den Aussagen Hippolyts ist, dass bereits der Grund für eine mögliche zeitlich-örtliche Trennung von Taufe und Firmung erkennbar wird: Die Tauchtaufe wird durch einen Diakon vollzogen und mit einer nachtauflichen Salbung durch einen Presbyter fortgesetzt, während nur der Bischof mittels Handauflegung und einer zweiten Salbung die Gnade Gottes über den Getauften herabrufen kann.
In einer Auseinandersetzung mit den Anhängern des Bischofs Lucifer von Calaris, die rigoros die Gültigkeit u. a. der von Arianern gespendeten Taufen ablehnten, setzte sich Hieronymus für die Wirksamkeit der Häretikertaufe ein und behandelte in dem Zusammenhang die Bedeutung der Handauflegung. Er bezieht sich hierbei auf die Apostelgeschichte, wenn er feststellt: „Nicht leugne ich diesen Brauch der Kirchen, dass zu denen, die weit entfernt von größeren Städten durch Priester und Diakone getauft worden sind, der Bischof hinauseilt, um ihnen zur Anrufung des Heiligen Geistes die Hand aufzulegen.“ Die fiktive Frage seines Gegenübers nach dem Grund für dieses Vorgehen, obwohl der Heilige Geist „doch nach unserer Versicherung in einer wahrhaftigen Taufe mitgeteilt wird“, beantwortet er damit, dass „nach der Himmelfahrt des Herrn der Heilige Geist auf die Apostel herabstieg“. Die Praxis diene aber mehr „zur Ehre des Priestertums als nach einem Gesetz der Notwendigkeit“.

### Verselbständigung in der Scholastik

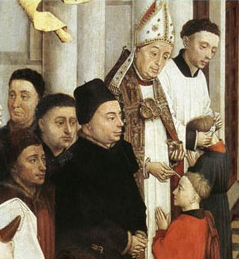
Firmung auf einem Altarbild des Rogier van der Weyden, 14. Jh.

Die Scholastiker des Mittelalters systematisierten die Lehre der Kirchenväter und entwickelten eine eigenständige Theologie der Firmung, die nun als Sakrament dargestellt wurde.
Der Theologe Hugo von St. Victor erklärte auch die Firmung zum eigenständigen Sakrament, dessen innerer Zusammenhang zur Taufe jedoch betont wurde. Er beschreibt den alten Ritus der Chrisamsalbung und Handauflegung als apostolisches Vorrecht der Bischöfe, den Christen zu besiegeln und den Heiligen Geist zu übergeben. Auf die fiktive Frage, „ob es ein größeres Sakrament als die Taufe sei“, antwortet Hugo von St. Victor, dass „jedes von beiden ein großes Sakrament und mit höchster Verehrung einzuschätzen“ sei. Er widerspricht einer Höherstellung der Firmung aufgrund ihrer bischöflichen Autorität und lässt auf diese Weise erkennen, dass sich die Vorzeichen gedreht haben: Während die Kirchenväter noch die Taufe als wichtigsten Akt hervorhoben und darin überhaupt eine Rolle für die Firmung gesucht haben, ist sie nun so wichtig geworden, dass die mittelalterliche Theologie bei Hugo von St. Victor bereits einer Degradierung der Taufe entgegenwirken will.
Der bedeutende Theologe und Philosoph Thomas von Aquin baute die bereits bei Hugo von St. Victor vorgefundenen Elemente zu einer Firmtheologie aus, die für die folgende katholische Lehre von großer Bedeutung sein sollte. Ein umfangreicher Fragenkatalog in seinem Hauptwerk Summa theologica bietet hierfür eine systematisierte Auseinandersetzung. Für seine Argumentation erweiterte er das bisher übliche Firmverständnis um eine weitere Eigenschaft, den Empfang des „Vollalters des geistigen Lebens“. Mit der Firmung werde diese erlangt, so wie der Mensch mit der Taufe das geistige Leben überhaupt empfange. Damit wird die Eigenständigkeit der Firmung weiter untermauert. Das Chrisam deutet er als dieser Funktion entsprechenden Stoff, der die Fülle des Heiligen Geistes gibt. Auch der damit verbundene bewusste Eintritt in die Gemeinschaft ist laut Thomas von Aquin mit dem Ritus und dem Chrisam verbunden. Des Weiteren geht er davon aus, dass der sakramentale Charakter eine geistige Gewalt für bestimmte heilige Handlungen gibt. Während die Taufe die Vollmacht zu wirken gebe, was das eigene Heil betrifft, schenke die Firmung die Vollmacht zum geistigen Kampf gegen die „Feinde“.

### Festigung im kirchlichen Lehramt
Die scholastische Firmtheologie ging zu wesentlichen Teilen in die folgenden Dokumente des kirchlichen Lehramts ein, wodurch die Firmung gegen Ende des Mittelalters als eigenständiges Sakrament kirchenrechtlich gefestigt wurde.
In einem Brief an den Katholikos der Armenier, der 1351 eine Wiedervereinigung mit der Armenischen Apostolischen Kirche vorbereiten sollte, erklärte Papst Clemens VI. die Weihe des Chrisams und die Spendung des Firmsakraments als Vorrecht des Bischofs. Nur der Papst könne Ausnahmen von dieser Regelung treffen, indem er einem einfachen Priester die Vollmacht überträgt.
Im Anschluss an das Konzil von Florenz erklärte ein Lehrentscheid für die Armenier aus dem Jahr 1439 die scholastische Lehre für verbindlich. Darin findet sich die nun voll ausgeprägte vorreformatorische Firmtheologie des Westens: Die Firmung sei eines der sieben Sakramente, präge der Seele ein Merkmal ein, gebe den Heiligen Geist zur Stärkung des Glaubens, ordentlicher Spender sei der Bischof (Ausnahmen sind nur mit päpstlicher Anweisung möglich) und die Zeichenhandlung bestehe aus Salbung mit Chrisamöl und heiligenden Worten. Als biblische Legitimation wurde wiederum auf die Handauflegung bei den Samaritern aus der Apostelgeschichte zurückgegriffen. Diese Theologie sollte von den folgenden Reformatoren schwer kritisiert werden.

### Ablehnung in der Reformation

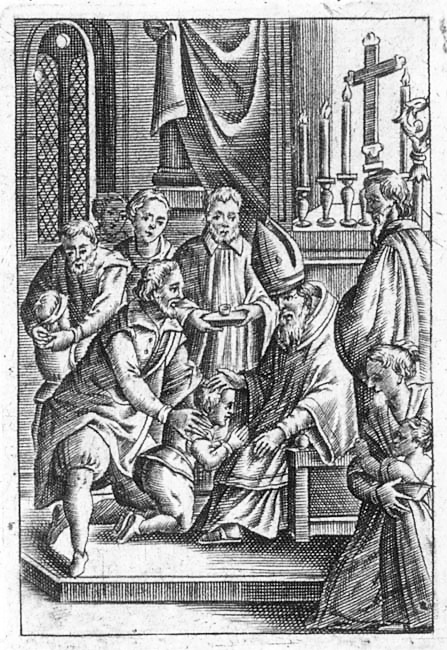
Die Firmung, Illustration zu Petrus Canisius’ Catechismus, 1679

Mit der Reformation kam es zu einem Einschnitt in der Geschichte der Firmung. In seiner Kampfschrift Von der babylonischen Gefangenschaft der Kirche kritisierte Martin Luther 1520 verschiedene Aspekte der etablierten Sakramentaltheologie und reduzierte die Anzahl der Sakramente auf zwei sowie ein sakramentales Zeichen. Der Firmung sprach er die Sakramentalität ab, wobei er primär die fehlende göttliche Einsetzung und damit das Fehlen der sakramentalen Heilsversprechung kritisierte, da sich in der Heiligen Schrift kein Beleg für eine Verheißung durch Jesus finden lasse. Vielmehr handle es sich um einen „kirchlichen Ritus“, der dazu diene, „die Ämter der Bischöfe auszubauen, damit sie nicht ganz ohne Arbeit in der Kirche sind“. Zum Ausgleich hebt Luther die Bedeutung der Taufe hervor, die unbestritten von Christus eingesetzt worden und sakramental sei. Diese bedürfe keiner Ergänzung.
Damit übereinstimmend hatten auch andere Reformatoren die Sakramentalität der Firmung abgelehnt. Zwingli verband diese Kritik mit einer weitgehenden Reform des Firmritus, deren zentrale Aufgabe er nun darin sah, dass die Jugend den Glauben bestätigen und das Taufbekenntnis mit eigenem Wort wiederholen solle. Außerdem bekenne der Getaufte damit seine Angliederung an die Glaubensgemeinschaft. Der in Straßburg wirkende Reformator Martin Bucer entwickelte daraus das Konzept der Konfirmation, die auf die Kindertaufe aufbauend als persönliches Bekenntnis zum Glauben verstanden wurde (Gläubigentaufe).
Die katholische Kirche reagierte auf diese Entwicklung auf dem Konzil von Trient. Die Aussagen begründeten aber nur kurz, dass die Firmung ein Sakrament sei und der Bischof der primäre Firmspender. Wer Gegenteiliges behaupte, solle aus der Kirche ausgeschlossen werden.

### Neuzeit und Zweites Vatikanisches Konzil
Im Jahrhundert nach der Reformation hat sich bezüglich der Tauf- und Firmungslehre die römisch-katholische Theologie kaum weiterentwickelt, weil die von den Protestanten angegriffenen Aspekte mit eher konservativen Argumenten verteidigt wurden. Hier standen weiterhin die Entscheidungen des Tridentinums und das Armenierdekret im Mittelpunkt.
Erst in neuerer Zeit wurde die Überlieferung in Heiliger Schrift, Patristik und Liturgie sowie die Kirchengeschichte wieder aufgegriffen und erforscht. Einen bedeutenden Beitrag leistete der Theologe Karl Rahner, der eine neue Sakramentaltheologie entwickelte und diese auch auf die Firmung anwandte: „Die Firmbeauftragung des Christen […] ist nicht so sehr die Gnade einer individuellen Besorgung seines eigenen Seelenheilers, sondern die charismatische (= für andere segensreiche) Gabe, an der Sendung der Kirche mitzuarbeiten durch alle Gaben, die dem Heil aller dienen können.“
Rahner beeinflusste mit seiner Theologie stark das Zweite Vatikanische Konzil, das nun ansatzweise die reformatorische und liberal-theologische Kritik an der Firmung aufgriff. Die Konstitution über die Liturgie der Kirche Sacrosanctum Concilium forderte ein der Firmung vorausgehendes Glaubensbekenntnis, um die Verbindung mit der Taufe und die Einheit der christlichen Initiation zum Ausdruck zu bringen. Auch ermöglichte diese Konstitution des Konzils die Firmspendung innerhalb der heiligen Messe, die zur gängigen Praxis geworden ist. Sinn dieser Neuerung war, die Einheit der drei Sakramente der christlichen Initiation herauszustellen. Zudem wurde festgelegt, dass der Bischof „erstberufener“ Firmspender sei, eine neue Formulierung gegenüber dem bisher verwendeten „ordentlichen“ (ordinarius) Firmspender.
1971 wurde auch die Spendeformel im Sinne des Zweiten Vatikanischen Konzils geändert. Gemäß dem vorkonziliaren Ritus lautete die Spendeformel:

„Ich bezeichne dich mit dem Zeichen des Kreuzes und stärke dich mit dem Chrisam des Heiles im Namen des Vaters und des Sohnes und des Heiligen Geistes.“

Papst Paul VI. erneuerte den westlichen Firmritus, indem er die bis dahin übliche Spendeformel durch eine alte ostkirchliche ersetzte, in welcher der Heilige Geist bzw. Gott als Hauptakteur erscheint und die Bedeutung des (bischöflichen) Amtsträgers zurücktritt (pneumatologische Deutung der Firmung):

„Sei besiegelt durch die Gabe Gottes, den Heiligen Geist.“

Der „Backenstreich“ des Firmspenders ist meist durch den Friedensgruß zwischen Spender und Empfänger der Firmung ersetzt worden. Diesem symbolischen Backenstreich wurde volkstümlich die Bedeutung zugeordnet, der Gefirmte müsse nun für seinen Glauben auch „Schläge“ einstecken können. Stichhaltiger ist wohl der Symbolcharakter eines „Ritterschlags“, mit dem man die Firmung vergleicht.

## Biblische Fundstellen
Die Eigenständigkeit einer Firmung wird biblisch vor allem mit Stellen aus der Apostelgeschichte begründet. So predigte und taufte der Diakon Philippus in Samarien, ohne dass der Heilige Geist auf die Getauften gekommen wäre:

„14 Als die Apostel in Jerusalem hörten, dass Samarien das Wort Gottes angenommen hatte, schickten sie Petrus und Johannes dorthin. 15 Diese zogen hinab und beteten für sie, sie möchten den Heiligen Geist empfangen. 16 Denn er war noch auf keinen von ihnen herabgekommen; sie waren nur auf den Namen Jesu, des Herrn, getauft. 17 Dann legten sie ihnen die Hände auf und sie empfingen den Heiligen Geist.“

Nach dem Verständnis firmender Kirchen spendete der Apostel Paulus auch in Ephesus die Firmung:

„1 Während Apollos sich in Korinth aufhielt, durchwanderte Paulus das Hochland und kam nach Ephesus hinab. 2 Er traf einige Jünger und fragte sie: Habt ihr den Heiligen Geist empfangen, als ihr gläubig wurdet? Sie antworteten ihm: Wir haben noch nicht einmal gehört, dass es einen Heiligen Geist gibt. 3 Da fragte er: Mit welcher Taufe seid ihr denn getauft worden? Sie antworteten: Mit der Taufe des Johannes. 4 Paulus sagte: Johannes hat mit der Taufe der Umkehr getauft und das Volk gelehrt, sie sollten an den glauben, der nach ihm komme: an Jesus. 5 Als sie das hörten, ließen sie sich auf den Namen Jesu, des Herrn, taufen. 6 Paulus legte ihnen die Hände auf und der Heilige Geist kam auf sie herab; sie redeten in Zungen und weissagten. 7 Es waren im Ganzen ungefähr zwölf Männer.“

Daneben wird auch Apg 10,44–48  erwähnt, die die Möglichkeit einer vortauflichen Geisteinflößung aufzeigt.
Traditionelle Exegeten sehen in diesen Bibelstellen ein deutliches Anzeichen für eine Trennung der Riten von Taufe und Firmung und eine besondere Form der Geistmitteilung durch die Handauflegung. Dies ist jedoch bereits vielfach in Frage gestellt worden. Dabei wird vor allem der Ausnahmecharakter dieser Bibelstellen im Vergleich zum Rahmen der Apostelgeschichte und des Neuen Testaments betont, welcher der Taufe eine weitaus gewichtigere Rolle zuspricht. Kritiker bezweifeln anhand dessen die Historizität und heben die Intention des Verfassers hervor, der die eher privaten Missionserfolge des Philippus und Apollos durch die apostolische Handauflegung in einen gesamtkirchlichen Charakter einbetten möchte. Kritisiert wurde auch, dass die Belege vor allem der Apostelgeschichte entstammen, sich also nicht direkt im Wirken Jesu nachweisen lassen.
Es wird daher heute davon ausgegangen, dass die biblische Theologie weder eine generelle rituelle Trennung von Taufe und Geistmitteilung noch eine obligatorische Handauflegung kannte und dass vielmehr die Taufe als dominanter Initiationsritus wesentlich war.

## Künstlerische Rezeption
- Der Firmling ist ein bekanntes Theaterstück von Karl Valentin.